# Neohaematopinus sciurinus
Neohaematopinus sciurinus – gatunek wszy z rodziny Polyplacidae. Powoduje wszawicę. Pasożytuje na gryzoniach z rodziny wiewiórkowatych takich jak: Sciurus niger, Sciurus granatensis, Sciurus alleni, wiewiórka rudobrzucha (Sciurus aureogaster), Sciurus colliaei, Sciurus deppei, Sciurus oculatus.
Samica wielkości 2,0 mm, samiec mniejszy osiąga wielkość 1,5. U samców pierwszy segment anteny dłuższy niż u samic. Wszy te mają ciało silnie spłaszczone grzbietowo-brzusznie. Samica składa jaja zwane gnidami, które są mocowane specjalnym "cementem" u nasady włosa. Rozwój osobniczy trwa po wykluciu się z jaja około 14 dni. Występuje na terenie Ameryki Północnej w USA.